# Campo Limpo Paulista (kommunhuvudort)
Campo Limpo Paulista är en kommunhuvudort i Brasilien.   Den ligger i kommunen Campo Limpo Paulista och delstaten São Paulo, i den sydöstra delen av landet, 800 km söder om huvudstaden Brasília. Campo Limpo Paulista ligger 743 meter över havet och antalet invånare är 74 863.
Terrängen runt Campo Limpo Paulista är huvudsakligen platt, men söderut är den kuperad. Campo Limpo Paulista ligger nere i en dal. Runt Campo Limpo Paulista är det mycket tätbefolkat, med 3 249 invånare per kvadratkilometer.. Närmaste större samhälle är Jundiaí, 10,4 km väster om Campo Limpo Paulista.
Runt Campo Limpo Paulista är det i huvudsak tätbebyggt.